# DeWitt County (Illinois)
Das De Witt County ist ein County im US-amerikanischen Bundesstaat Illinois. Im Jahr 2010 hatte das County 16.561 Einwohner und eine Bevölkerungsdichte von 16,4 Einwohnern pro Quadratkilometer. Der Verwaltungssitz (County Seat) ist Clinton.

## Geografie

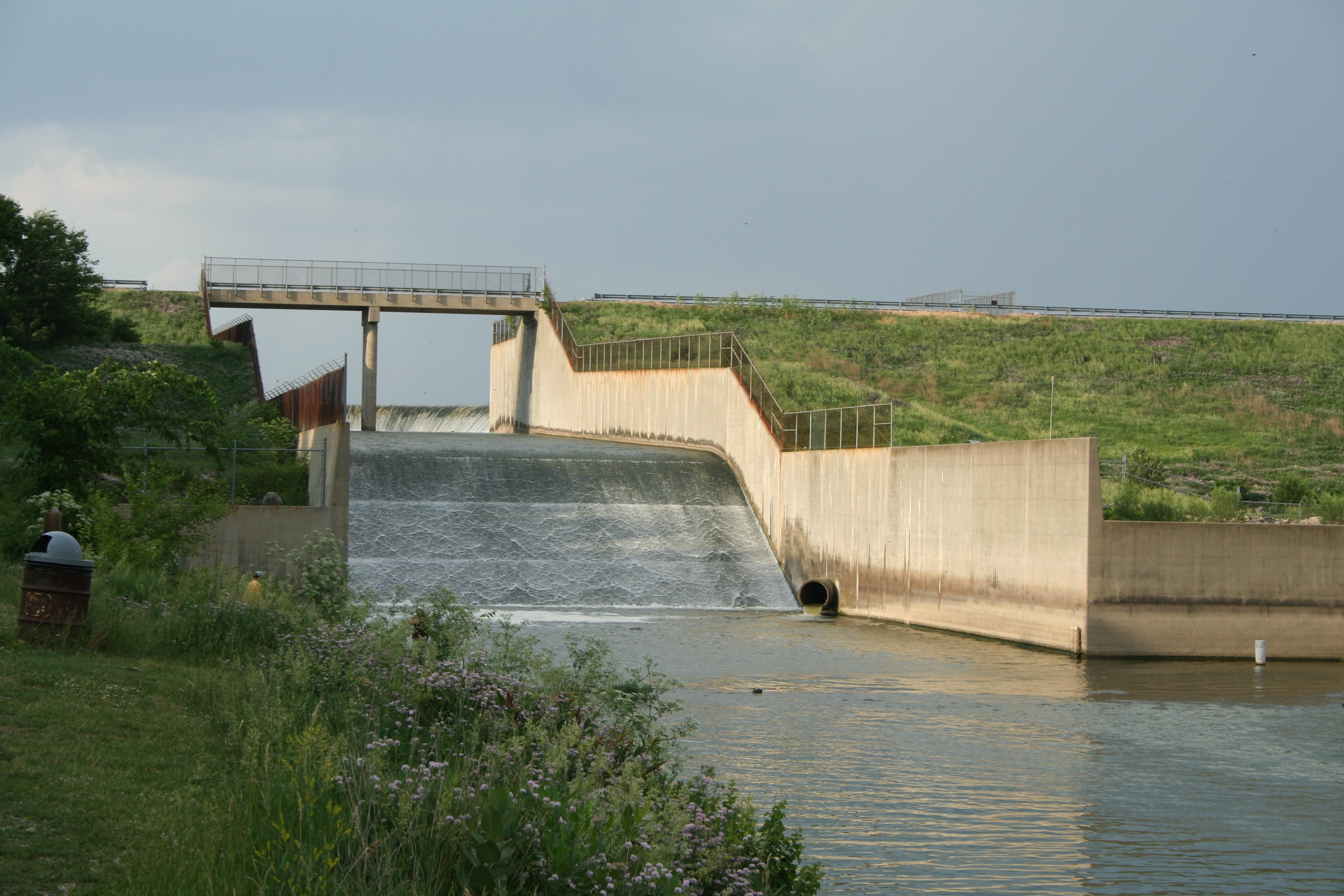
Abfluss des Lake Clinton

Das County liegt in der Mitte von Illinois und hat eine Fläche von 1030 Quadratkilometern, wovon 20 Quadratkilometer Wasserfläche sind.
Das County wird vom Salt Creek durchflossen, der im zwischen Clinton und Farmer City zum Lake Clinton aufgestaut wird.
An das DeWitt County grenzen folgende Nachbarcountys:
|              | McLean County |              |
| Logan County |               | Piatt County |
|              | Macon County  |              |

## Geschichte

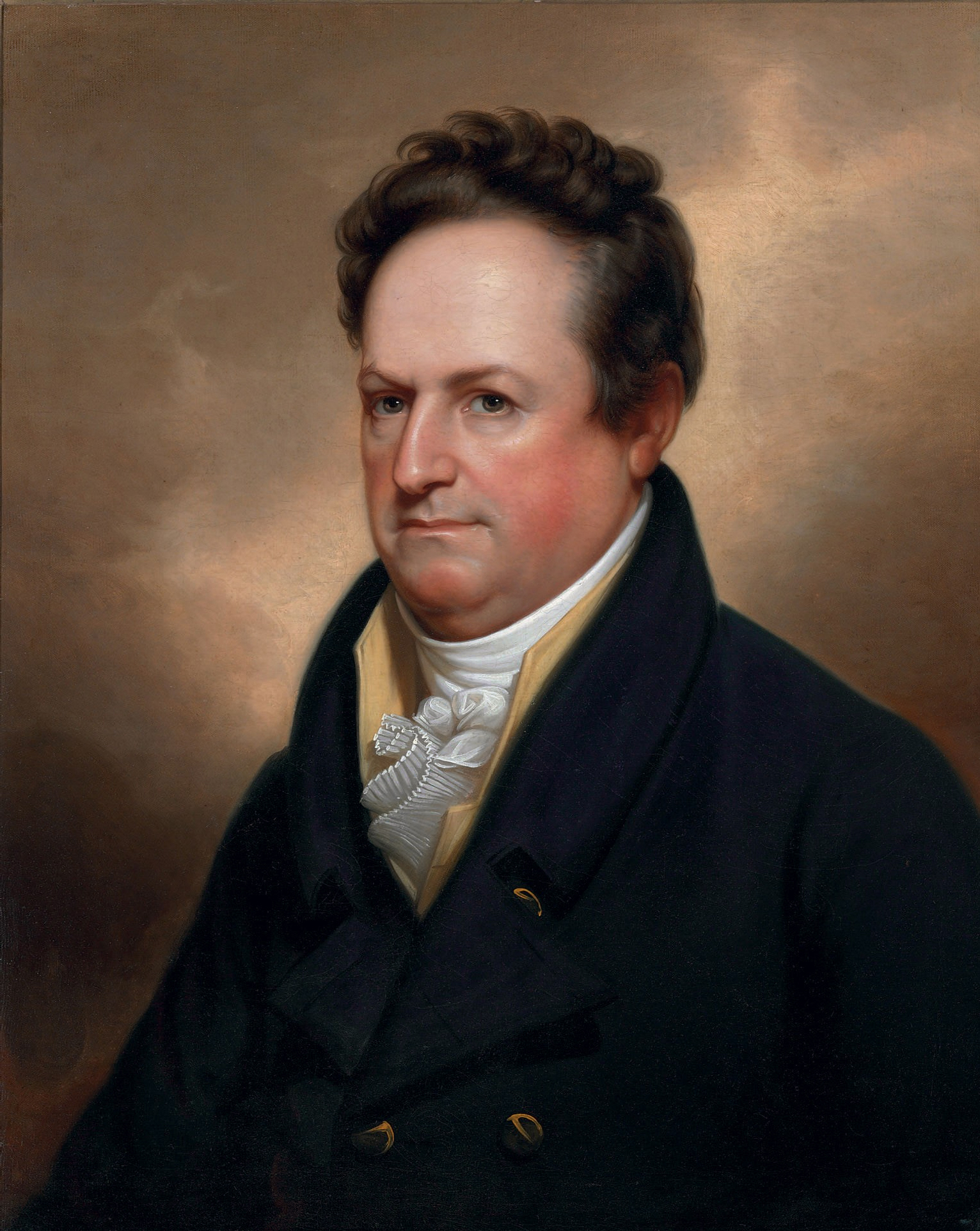
Clinton

Das Gebiet des heutigen De Witt County wurde um 1820 besiedelt und am 1. März 1839 aus dem Macon County gebildet. Benannt wurde es nach DeWitt Clinton, einem US-amerikanischen Staatsmann, Jurist, Bürgermeister von New York City und Gouverneur des Bundesstaates New York. Illinois ist der einzige Bundesstaat der USA, der gleich zwei Countys nach einer Persönlichkeit benannt hat: De Witt County und Clinton County.
Während der 1840er Jahre hatte Abraham Lincoln in Clinton eine Anwaltskanzlei.

## Demografische Daten

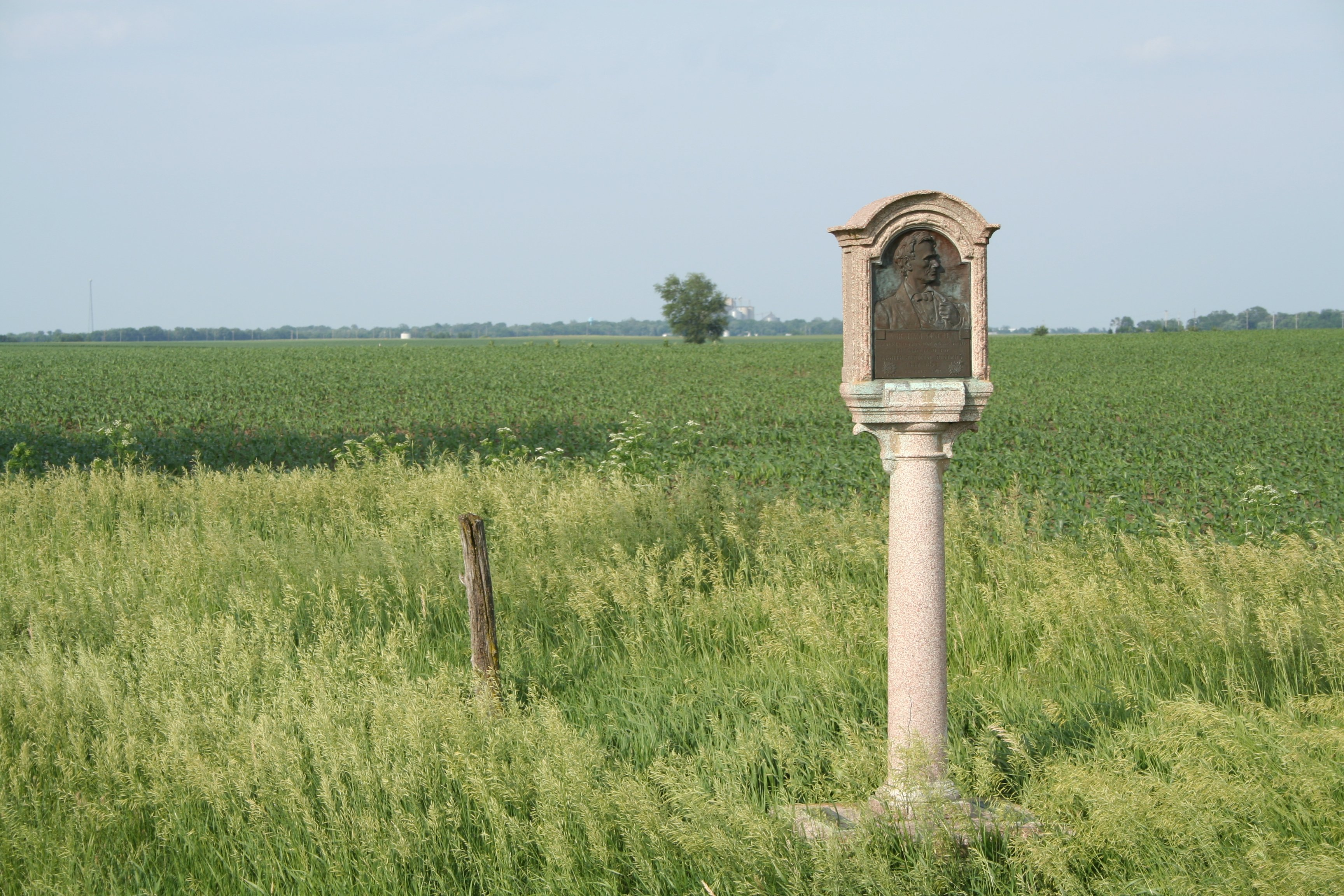
Eine 1922 errichtete historische Wegmarkierung im De Witt County, die daran erinnert, dass Abraham Lincoln diesen Weg nutzte

Nach der Volkszählung im Jahr 2010 lebten im De Witt County 16.561 Menschen in 6811 Haushalten. Die Bevölkerungsdichte betrug 16,4 Einwohner pro Quadratkilometer. In den 6811 Haushalten lebten statistisch je 2,45 Personen.
Ethnisch betrachtet setzte sich die Bevölkerung zusammen aus 97,5 Prozent Weißen, 0,7 Prozent Afroamerikanern, 0,2 Prozent amerikanischen Ureinwohnern, 0,5 Prozent Asiaten sowie aus anderen ethnischen Gruppen; 1,1 Prozent stammten von zwei oder mehr Ethnien ab. Unabhängig von der ethnischen Zugehörigkeit waren 2,2 Prozent der Bevölkerung spanischer oder lateinamerikanischer Abstammung.
22,4 Prozent der Bevölkerung waren unter 18 Jahre alt, 60,5 Prozent waren zwischen 18 und 64 und 17,1 Prozent waren 65 Jahre oder älter. 50,4 Prozent der Bevölkerung war weiblich.

Das jährliche Durchschnittseinkommen eines Haushalts lag bei 45.347 USD. Das Pro-Kopf-Einkommen betrug 24.320 USD. 8,6 Prozent der Einwohner lebten unterhalb der Armutsgrenze.

## Ortschaften im DeWitt County
Citys
- Clinton
- Farmer City

Villages
| - DeWitt - Kenney - Wapella | - Waynesville - Weldon |

Unincorporated Communities
| - Birkbeck - Bucks - Carle Springs - Fullerton | - Hallsville - Jenkins - Lane - Midland City | - Ospur - Parnell - Rowell - Solomon | - Tabor - Tunbridge - Watkins1 - Weedman1 |

1 – teilweise im McLean County

## Gliederung
Das DeWitt County ist in 13 Townships eingeteilt:
| Township           | Einwohner (2010) | FIPS     |
| ------------------ | ---------------- | -------- |
| Barnett Township   | 406              | 17-03714 |
| Clintonia Township | 7832             | 17-15014 |
| Creek Township     | 471              | 17-17302 |
| De Witt Township   | 479              | 17-19785 |
| Harp Township      | 311              | 17-33058 |
| Nixon Township     | 571              | 17-53117 |
| Rutledge Township  | 177              | 17-66469 |

| Township             | Einwohner (2010) | FIPS     |
| -------------------- | ---------------- | -------- |
| Santa Anna Township  | 2502             | 17-67639 |
| Texas Township       | 1246             | 17-74769 |
| Tunbridge Township   | 760              | 17-76342 |
| Wapella Township     | 944              | 17-78786 |
| Waynesville Township | 713              | 17-79462 |
| Wilson Township      | 149              | 17-82140 |
|                      |                  |          |

|  |